# Kurmainz-Kaserne (Tauberbischofsheim)
Die Kurmainz-Kaserne (auch Kurmainzkaserne) auf dem Laurentiusberg in Tauberbischofsheim war von 1963 bis 2008 ein Bundeswehrstandort im Main-Tauber-Kreis in Baden-Württemberg. Nach dem Kauf des Areals durch die Stadt Tauberbischofsheim im Jahre 2011 entsteht im Rahmen einer Konversion der Stadtteil Laurentiusberg mit Gewerbeflächen und Wohnplätzen.

## Lage
Die ehemalige Kaserne liegt im Südosten von Tauberbischofsheim. Im Norden wird das 43 Hektar große Kasernengelände (mit 6 ha Verkehrsflächen und 11 ha großem Munitionslager) durch die Landesstraße 578, im Osten (hinter dem rund 120 Hektar großen Truppenübungsplatz) durch den Rödersteingraben, im Süden durch den Taubertalgraben und im Westen durch die Bundesstraße 27 begrenzt. Die Bundesautobahn 81 verläuft etwa zwei Kilometer südöstlich.

## Geschichte

### Vorgeschichte
Bereits während der Zeit des Ersten Weltkriegs gab es auf dem Tauberbischofsheimer Laurentiusberg mehrere Baracken, als der Ort als Kriegsgefangenenlager und später bis 1920 als Durchgangslager diente.

### Kurmainz-Kaserne
Im Jahre 1963 wurde Tauberbischofsheim Standort des Heeres der Bundeswehr mit von Beginn an etwa 1.600 Soldaten. Eigentümer war zu diesem Zeitpunkt der Bund.
Im Sommer 2006 wurde die Tauberbischofsheimer Sportfördergruppe der Bundeswehr, der vor allem Bundeskaderatlethen des Fecht-Clubs am Olympiastützpunkt Tauberbischofsheim angehörten, aufgelöst. Fortan übernahm die Sportfördergruppe Mainz deren Aufgaben.
Am 30. Juni 2008 verließen die letzten von damals noch etwa 1.000 Soldaten die Kurmainz-Kaserne auf dem Laurentiusberg.

### Konversion: Entwicklung des Stadtteils Laurentiusberg
Die Stadt Tauberbischofsheim übernahm nach Grundstücksverhandlungen mit der Bundesanstalt für Immobilienangelegenheiten am 1. Mai 2011 das ehemalige Kasernengelände mit allen Gebäuden in ihren Besitz. Die Konversion des ehemaligen Bundeswehrstandortes startete mit der Entscheidung des Landes Baden-Württemberg, den ehemaligen Kasernenbereich auf Antrag der Stadt Tauberbischofsheim in das Förderprogramm „Stadtumbau-West“ aufzunehmen. Das Land bewilligte eine Förderung in Höhe von 2 Millionen Euro. Seitdem schreitet die Entwicklung des neu geschaffenen Tauberbischofsheimer Stadtteils Laurentiusberg voran, in dem Gewerbeflächen und Wohnplätze entstehen.

### Einrichtung eines Naturschutzgebietes

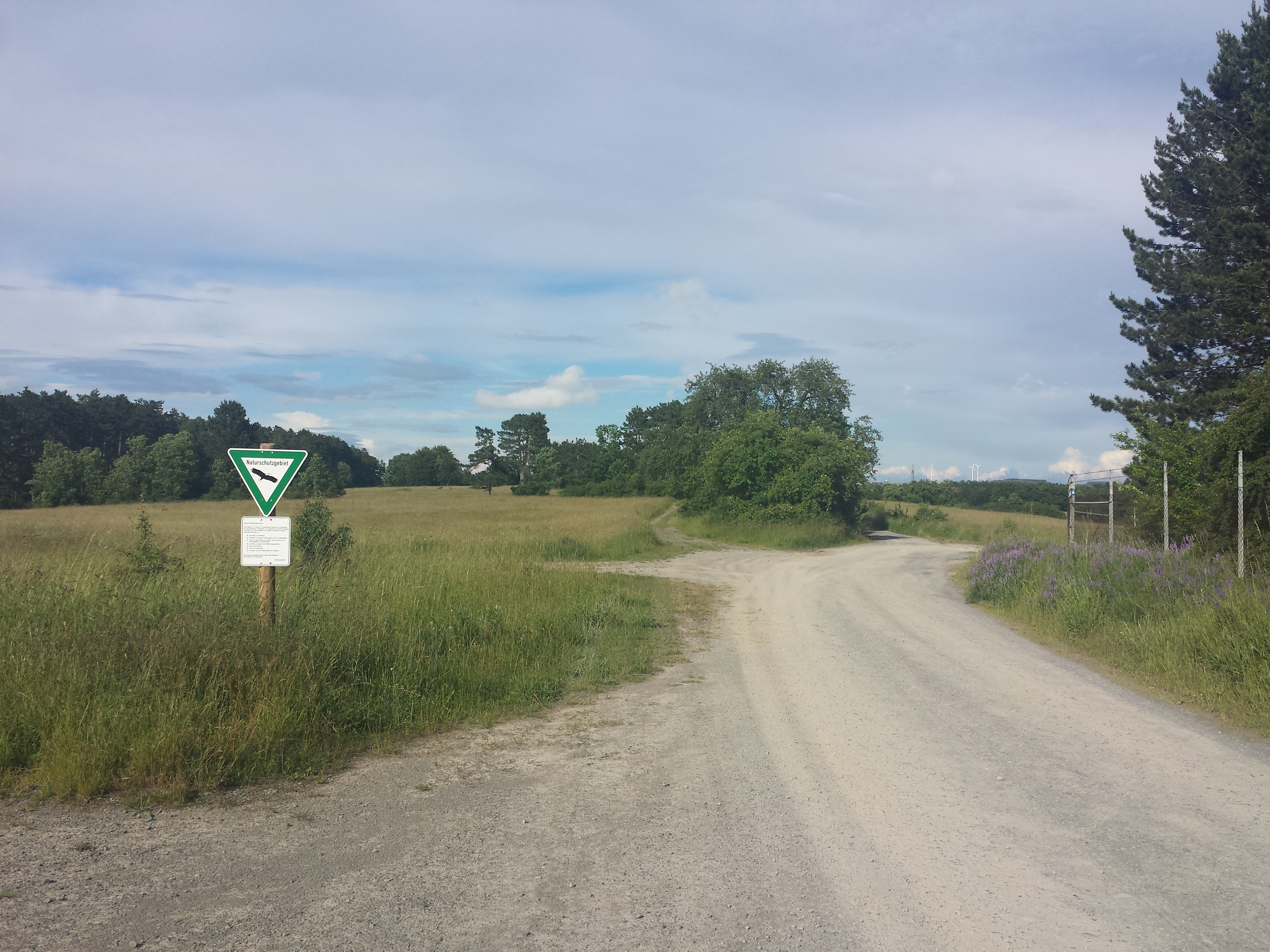
Das Naturschutzgebiet Brachenleite bei Tauberbischofsheim auf Teilen des ehemaligen Truppenübungsplatzes (2016)

Auf den Plateauflächen des ehemaligen Standortübungsplatzes der Bundeswehr, östlich von Tauberbischofsheim gelegen, wurde zwischen dem Waldgebiet Moosig im Nordwesten und den Waldgebieten Grünsfelder Tannen und Lauswinkel im Osten und Südosten mit Verordnung des Regierungspräsidiums Stuttgart vom 17. Dezember 2014 mit der Brachenleite bei Tauberbischofsheim ein 64,4 Hektar großes Naturschutzgebiet ausgewiesen.

## Name
Sie ist neben der Kurmainz-Kaserne in Mainz eine von zwei Bundeswehrkasernen, die nach dem ehemaligen Kurmainz benannt ist. Tauberbischofsheim war einst Amtssitz der erzbischöflichen Amtsmänner von Kurmainz. Bereits 1237 wurde die Stadt von Kaiser Friedrich II. an Kurmainz als Lehen gegeben und verblieb dort bis 1803.

## Sonstiges
Der Jakobsweg Main-Taubertal verläuft entlang des Kasernengeländes am Laurentiusberg und durch große Teile des ehemaligen Truppenübungsplatzes (heutiges Naturschutzgebiet).